# Val-du-Layon
Val-du-Layon è un comune francese del dipartimento del Maine e Loira nella regione dei Paesi della Loira.
È stato creato il 31 dicembre 2015 dalla fusione dei preesistenti comuni di Saint-Lambert-du-Lattay e Saint-Aubin-de-Luigné.
Il capoluogo è la località di Saint-Lambert-du-Lattay.